# Taubenmühle (Bad Neustadt an der Saale)

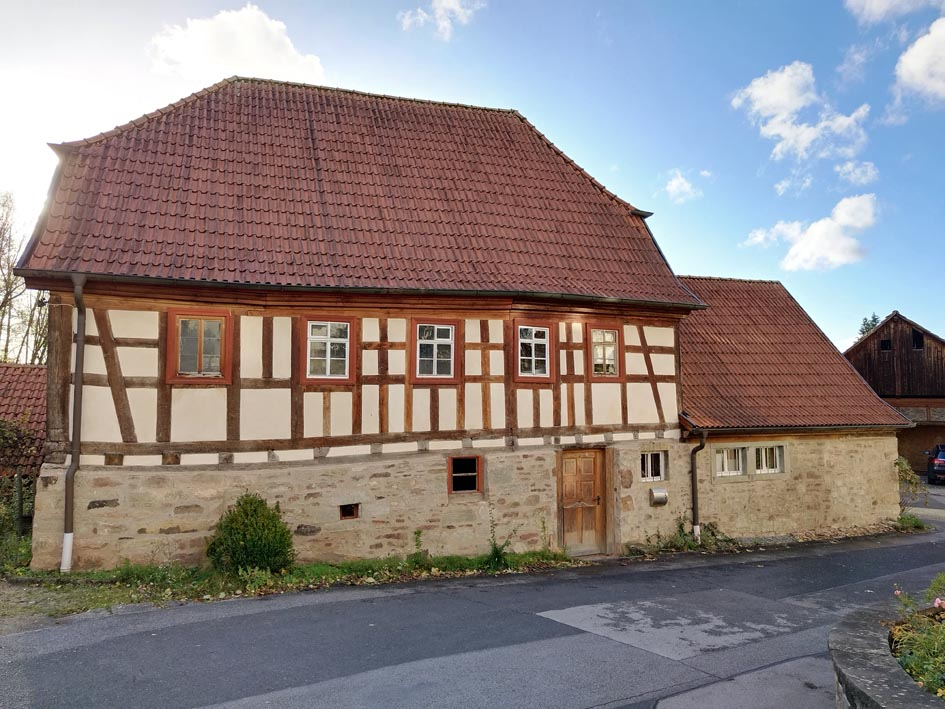
Die Taubenmühle in Bad Neustadt

Die Taubenmühle ist eine Wassermühle der Gemeinde Bad Neustadt an der Saale im Stadtteil Brendlorenzen, Landkreis Rhön-Grabfeld. Die Mühle lag an einem Mühlbach, der von der Brend abzweigte.

## Geschichte

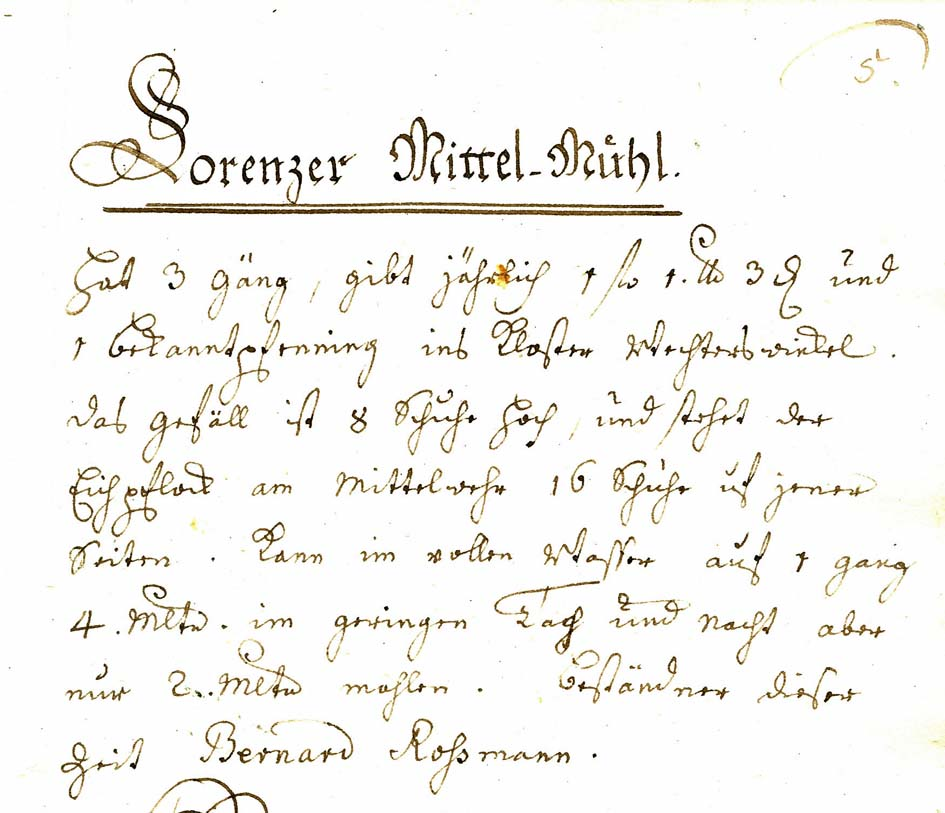
Beschreibung der Mühlen im Neustädter Amt (Stadtarchiv Bad Neustadt an der Saale B85) Transkription: Lorenzer Mittelmühl Hat 3 Gäng. Gibt jährlich 1 fl 1Pfd 3 dl und1 Bekanntpfennig ans Kloster Wechterswinkel Gefäll 5 Sohuh, Eichpflock steht am Mittelwehr 16 schuh auf jener im vollen auf 1 Gang 4 Mltr, in geringen Tag und Nach nur 2 Mltr mahlen Rat 3 Gäng. mahlen. Bestander (Pächter) Bernard Rossmann

Die Taubenmühle war ursprünglich Eigentum des Klosters Wechterswinkel und wurde im 15. Jahrhundert erstmalig erwähnt. In der Zeit nach dem Zweiten Weltkrieg verfiel die Mühle immer mehr. Im Jahr 2006 kam sie in Familienbesitz und wurde zu einer Vinothek umgewandelt.